# Saint-Quentin-la-Chabanne
För andra betydelser, se Saint-Quentin (olika betydelser).
Saint-Quentin-la-Chabanne är en kommun i departementet Creuse i regionen Nouvelle-Aquitaine i de centrala delarna av Frankrike. Kommunen ligger i kantonen Felletin som tillhör arrondissementet Aubusson. År 2022 hade Saint-Quentin-la-Chabanne 368 invånare.

## Befolkningsutveckling
Antalet invånare i kommunen Saint-Quentin-la-Chabanne
Referens:INSEE